# Laura Chinchilla
Laura Chinchilla Miranda (San José, 28 maart 1959) is een Costa Ricaanse politica. Van 8 mei 2010 tot 8 mei 2014 was zij de president van Costa Rica, als eerste vrouw in de geschiedenis van het land.
Eerder was Chinchilla vicepresident van Costa Rica en minister van Justitie in de regering van Óscar Arias Sánchez. In 2010 deed ze mee aan de presidentsverkiezingen als kandidaat van de destijds regerende Partido Liberación Nacional (PLN).
Op 7 februari 2010 werd Chinchilla in de eerste ronde van de verkiezingen gekozen tot president met 46,78% van de stemmen, tegenover Ottón Solís (25,15%) en Otto Guevara (20,83%). Haar inhuldiging vond plaats op 8 mei 2010. Omdat de president van Costa Rica niet direct mag worden herkozen, nam ze niet deel aan de verkiezingen in 2014. Ze werd dat jaar opgevolgd door Luis Guillermo Solís.
Chinchilla werd in 2019 lid van het Internationaal Olympisch Comité 